# Lac de Peyre
Pour les articles homonymes, voir Peyre.
Le lac de Peyre est un lac de montagne de France situé en Haute-Savoie, dans la chaîne du Bargy, au-dessus du col de la Colombière. Il est dominé par la pointe Blanche, la pointe de Balafrasse, la pointe du Midi et la pointe Dzérat. Avec le lac Bénit et le lac de Lessy, il est l'un des trois lacs de la chaîne du Bargy et le seul situé sur l'adret.

## Politique de protection et de valorisation
Le lac fait l’objet d’une attention particulière dans le cadre de la politique Espaces Naturels Sensibles, portée conjointement par le Conseil Départemental de la Haute-Savoie et par la Communauté de communes Cluses Arve et Montagnes, qui vise à préserver et mettre en valeur les sites présentant un patrimoine naturel remarquable et fragile.

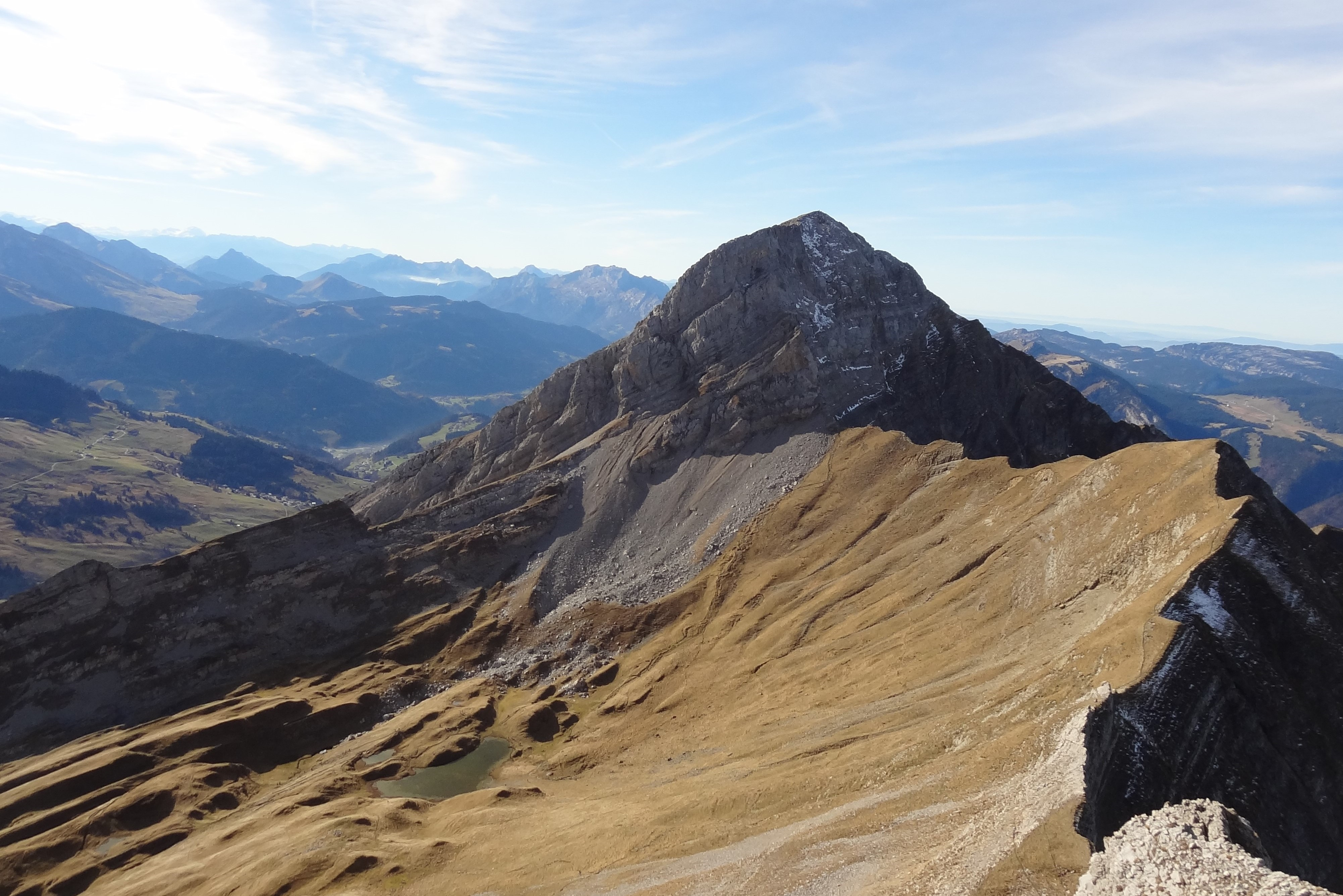
La pointe Blanche vue depuis la pointe du Midi avec à leurs pieds le lac de Peyre.

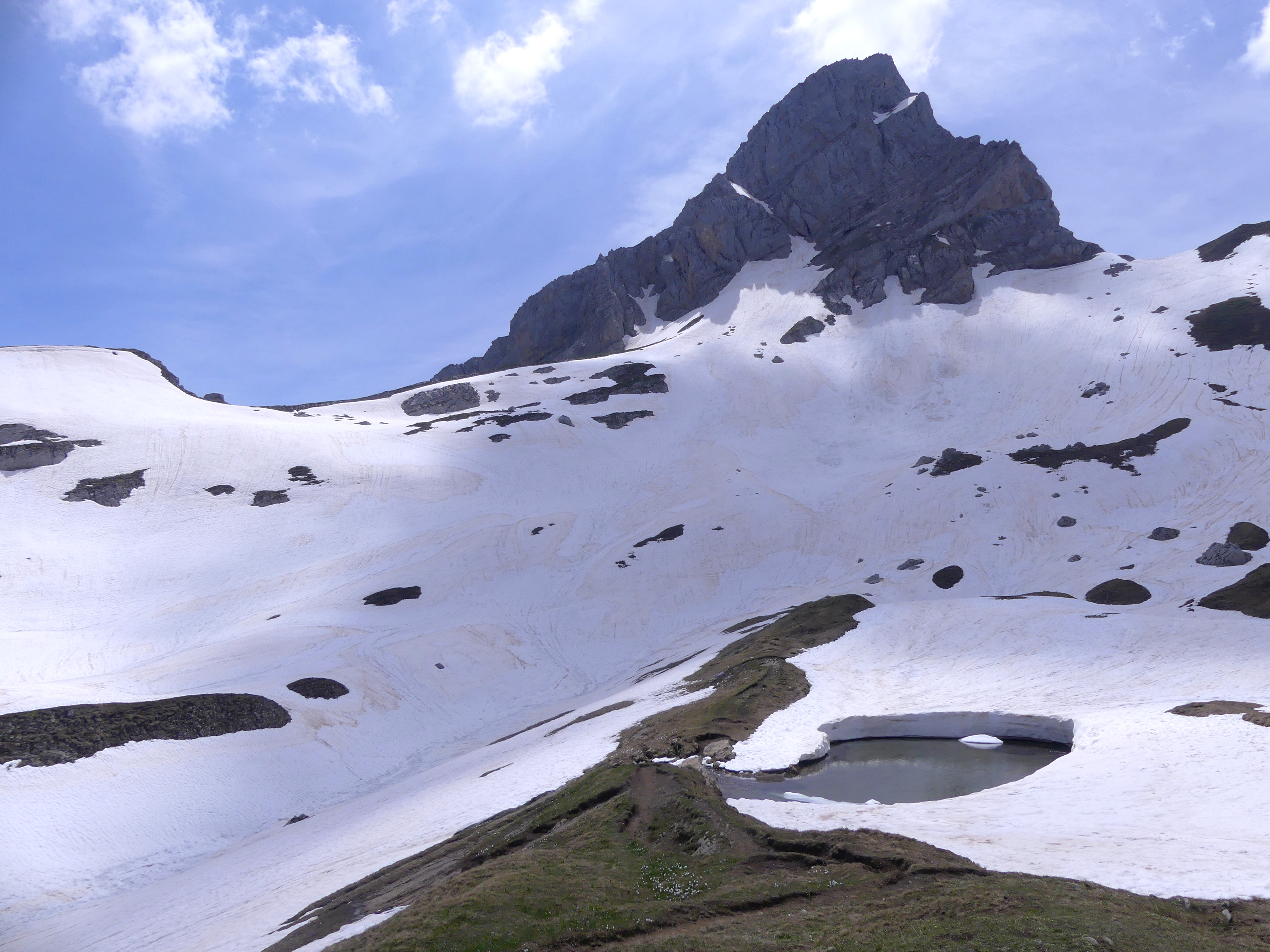
Le lac de Peyre englacé dominé par la pointe Blanche.